# Martin Parr

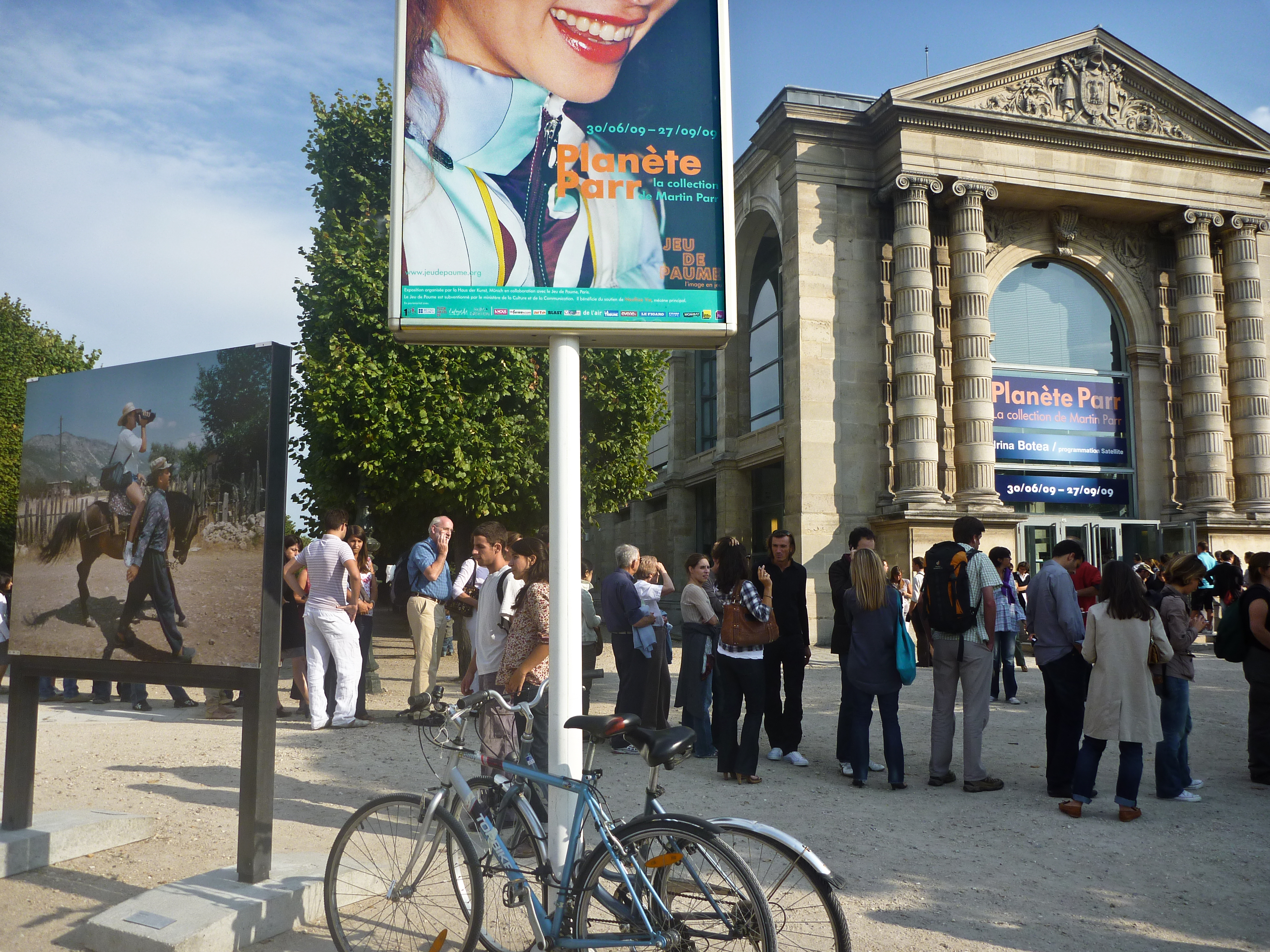
Lidé čekají na výstavu Planète Parr, Jeu de Paume, Paříž, 2009

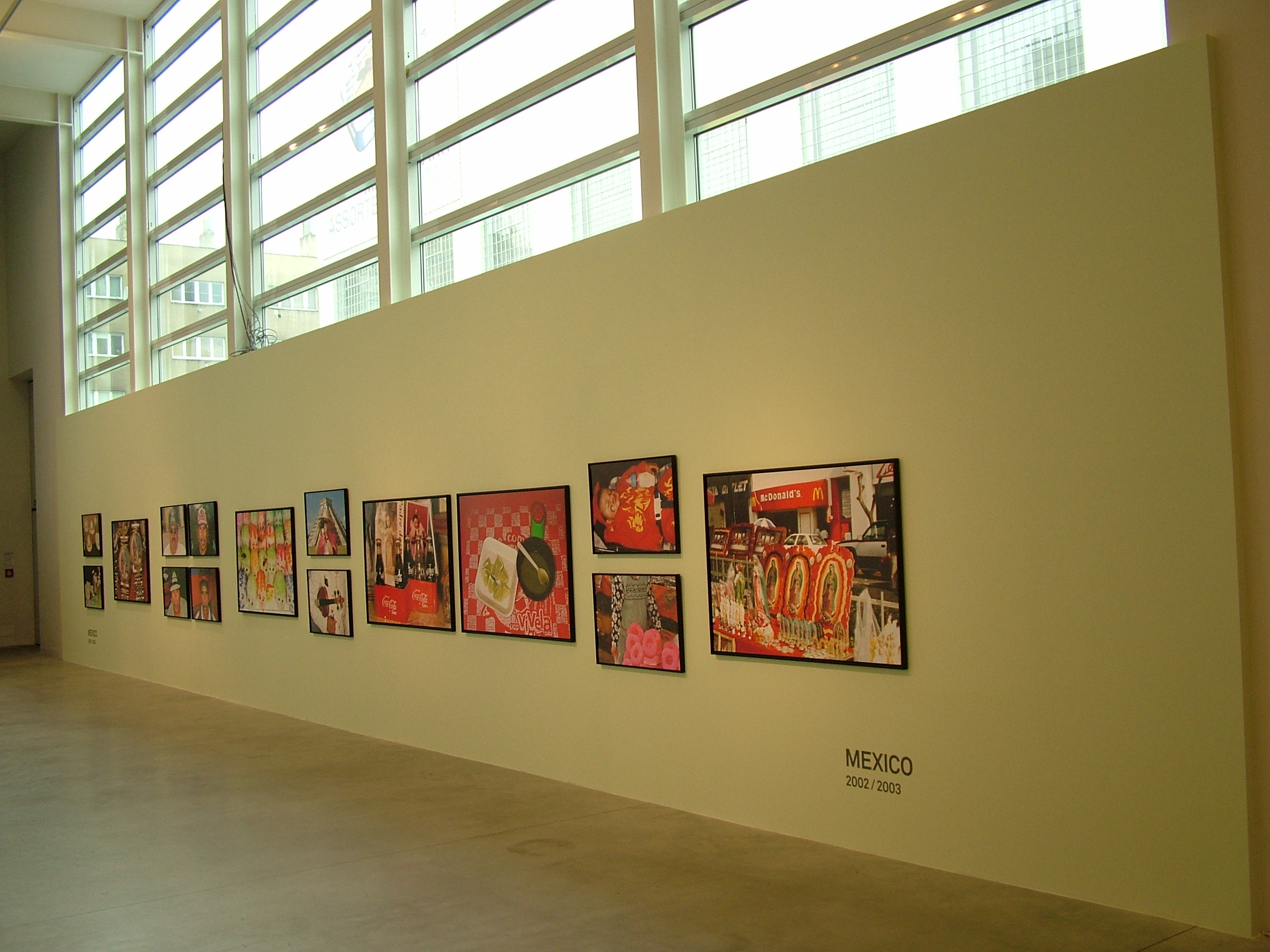
Výstava Martina Parra Assorted Cocktail v galerii DOX, Praha, 2011

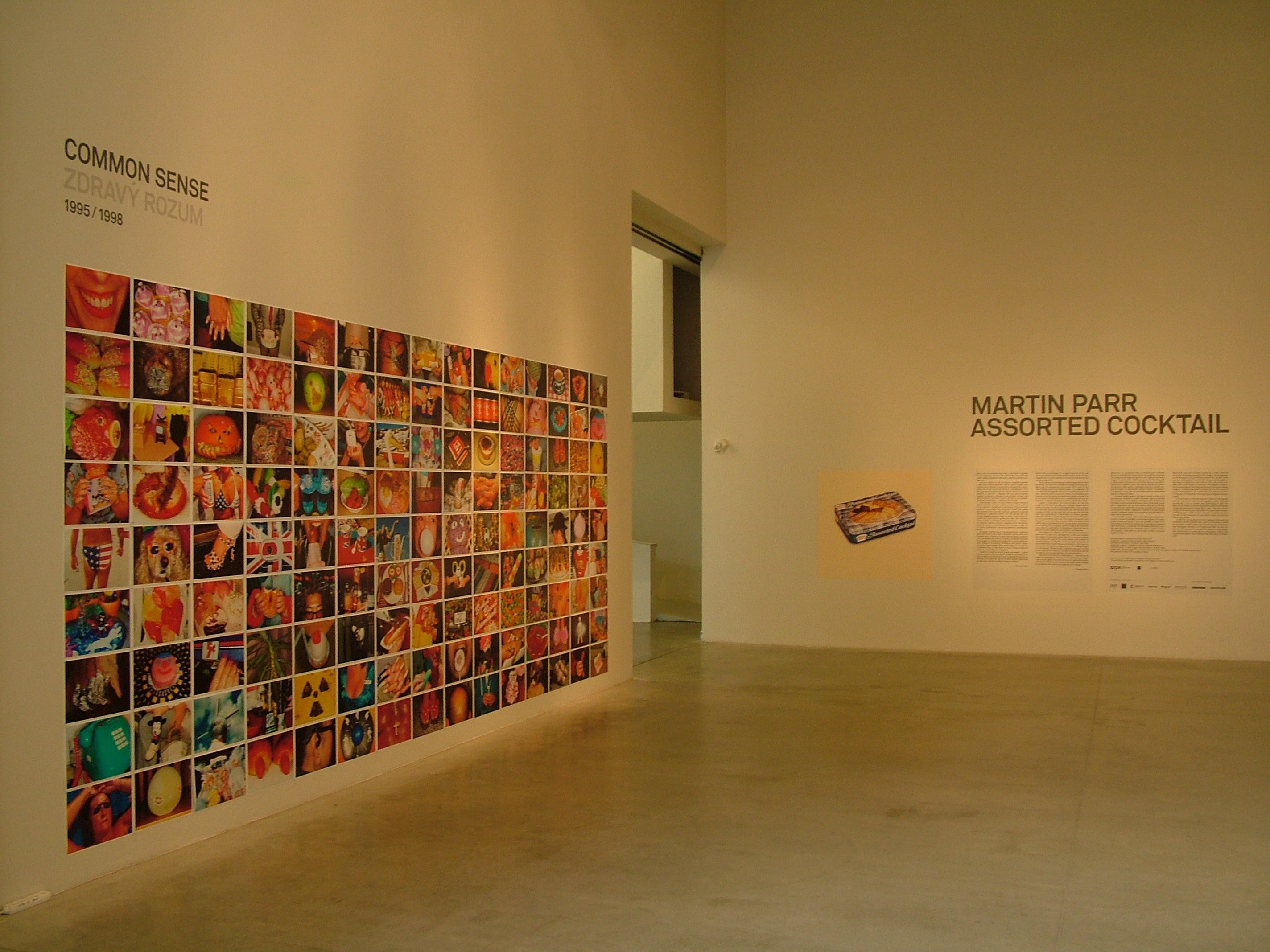
Výstava Martina Parra Assorted Cocktail v galerii DOX, Praha, 2011

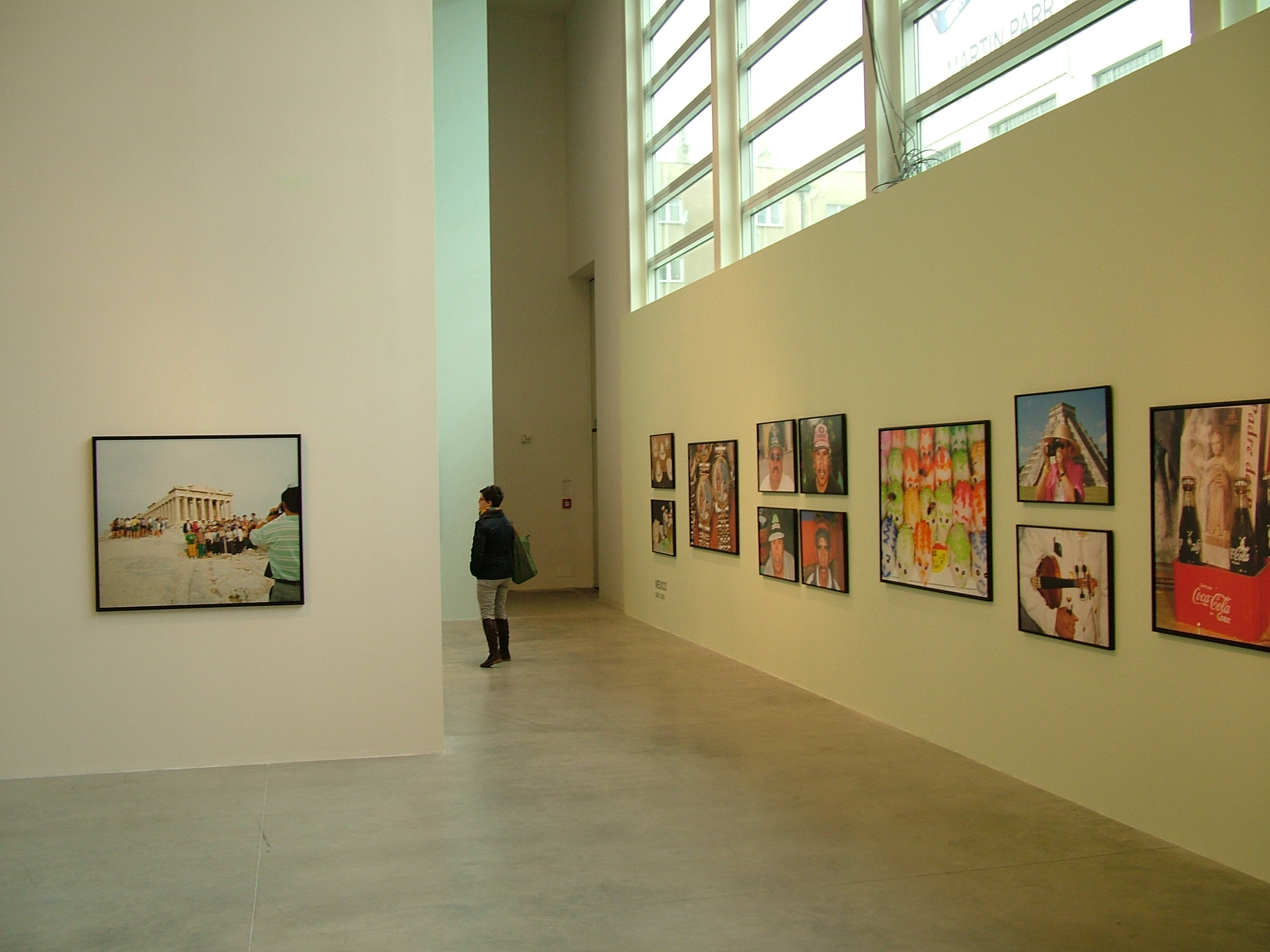
Výstava Martina Parra Assorted Cocktail v galerii DOX, Praha, 2011

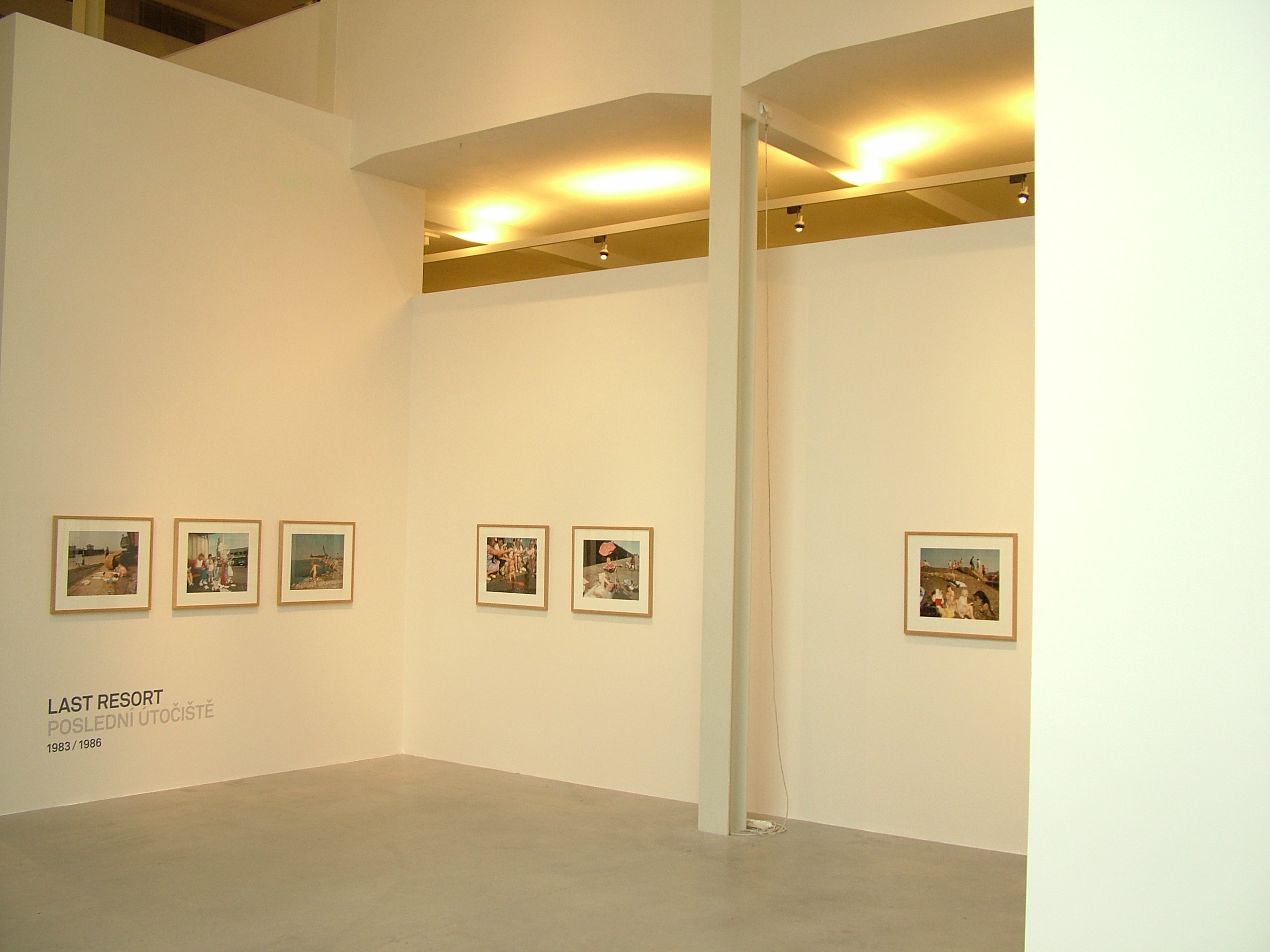
Výstava Martina Parra Assorted Cocktail v galerii DOX, Praha, 2011

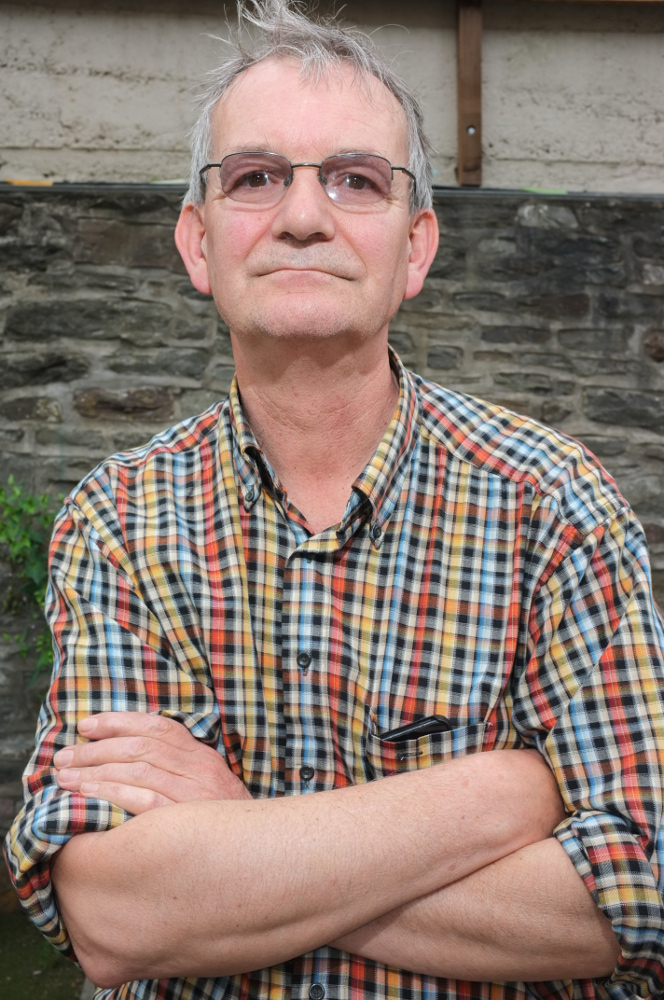
Martin Parr na fotofestivalu v Bristolu, 2014

Martin Parr (* 23. května 1952, Epsom, Surrey, Anglie) je britský dokumentární fotograf a fotožurnalista, člen agentury Magnum Photos od roku 1994. Svým přístupem k fotografii ovlivnil celou řadu dalších fotografů. Jeho rukopisem jsou jasné barvy, humor, jemná ironie kritika společnosti i konceptuální přístup. Jeho rozsáhlé fotografické projekty zaujmou svým kritickým pohledem na moderní společnost, konkrétně konzum, zahraniční cestování a turismus, motorismus, rodinu a lidské vztahy a jídlo.

## Život a dílo
V cyklu Domov, sladký domov (Home, Sweet Home) z roku 1974 si všímal nevkusných detailů z anglických domácností na neméně nevkusných tapetách, umělými květinami, porcelánovými soškami a talíři se suvenýrovými fotografiemi.
Parr se proslavil zejména svými fotografiemi z 80. let z New Brightonu v Merseyside. Zachycoval běžný život britské střední třídy, které vyvolaly rozporuplné reakce. Jeho použití saturovaných barev působí na první pohled jako nudné obrázky, ale při pohledu trochu hlouběji do jejich obsahu vynikne vtipná autorova myšlenka.
Od 90. let, ve kterých se stal členem agentury Magnum Photos, více cestoval za hranice Velké Británie. Novou formou začal kritizovat globální moderní společnost, masovou spotřebu, konzum, moderní komunikace, turismus, motorismus, lidské vztahy. Zkoumá národní charakteristiky a uniformitu dnešního světa.
Jeho satirický a vtipný přístup k dokumentární fotografie nenechává diváka jistého, zda se má smát nebo plakat. Nejlepším příkladem toho je kniha s názvem Znamení doby (Sign of the Times), ve které vstupuje do lidských domovů (Angličanův hrad) a fotografuje obyčejné věci a doplňuje snímky citáty vlastníků. Touto kombinací získají fotografie zcela novou perspektivu. Své fotografie pořizuje často makro objektivem s kruhovým bleskem a používá vysoce saturovaný barevný film.
| „             | Když lidé při pohledu na mé fotografie mají chuť smát se a plakat zároveň, to je přesně to, co ve mně tyto obrazy vyvolávají. Vždy mě zajímalo zobrazovat oba tyto extrémy. | “ |
| — Martin Parr | |   |

Kromě fotografie se věnuje se dokumentární filmové tvorbě a jeho velkou vášní je sběratelství. Sbírá fotografické publikace, fotografie převážně britských autorů, pohlednice a suvenýry. Specializuje se na objekty a kuriozity odrážející politické a sociální události, jako například hodinky se Saddámem Husajnem nebo americký orel s Bin Ládinem. Svou fotografickou tvorbu Parr bere jako další formu sběratelství.
Vydal více než 60 publikací a uspořádal výstavy po celém světě - včetně Londýna v Barbican Arts Centre.

## Výstavy a ocenění
Výstava Assorted Cocktail („Výběrová směs") byla poprvé uvedena v Kolíně nad Rýnem na veletrhu Photokina v roce 2006, v rámci kterého byla autorovi udělena Cena Ericha Salomona. Stejná výstava se uskutečnila v Praze v Centru současného umění DOX v roce 2011. Soubor obsahuje vybrané práce z období 1983 - 2009 z cyklů Last Resort (Poslední útočiště), Small World (Malý svět), Bored Couples (Znuděné páry), Common Sense (Zdravý rozum), Think of England (Mysli na Anglii), Think of Germany (Mysli na Německo), Knokke le Zoute (Riviéra Knokke le Zoute), Mexico, Glasgow, Phone Project (Projekt telefon) a nejmladší cyklus Luxury (Luxus). Martin Parr působil zároveň i jako kurátor této výstavy.
| „             | Fotografování i sběratelství mají společný cíl, hledání podstaty. | “ |
| — Martin Parr |                                                                   |   |

## Knihy
- Bad Weather. London: Zwemmer, 1982. ISBN 0-302-99996-5
- A Fair Day: Photographs from the West Coast of Ireland. Salem House, 1984. ISBN 0-907797-10-5
- Last Resort: Photographs of New Brighton. Dewi Lewis, 1986.
- One Day Trip. Editions de la différence, Pas-de-Calais, 1989.
- The Cost of Living. Farrar, Straus & Giroux. ISBN 0-89381-439-3. Cornerhouse, 1989. ISBN 0-948797-55-X
- Signs of the Times: A Portrait of the Nation's Tastes. Cornerhouse, 1992.
- Bored Couples. Paris: Gallery du Jour, 1993.
- Home and Abroad. London: Jonathan Cape, 1994. ISBN 0-224-03132-5
- From A to B: Tales of Modern Motoring. BBC Books. ISBN 0-563-36984-1
- Small World: A global photographic project 1987–1994. Stockport, Cheshire: Dewi Lewis, 1995. ISBN 1-899235-05-1
- West Bay. Rocket Press, 1997.
- Food. Galerie Agnès B, 1998.
- Japonais Endormis. Galerie Agnès B, 1998. ISBN 2-906496-29-4
- Common Sense. Dewi Lewis, 1999. ISBN 1-899235-07-8
- Sguardigardesani. Milan, Charta, 1999.
- Benidorm. Sprengel museum Hannover, 1999. ISBN 3-89169-145-9.
- Boring Photographs. 2000. (Photographs of Boring, Oregon: not postcards.)
- Think of England. Phaidon. Hardback, 2000. ISBN 0-7148-3991-4. Paperback, 2004. ISBN 0-7148-4454-3
- Flowers. Munkedals: Munken & Trebruk, 1999. Galerie Du Jour Agnès B, 2001.
- Cherry Blossom Time in Tokyo. 2001.
- Martin Parr. London: Phaidon. Hardback, 2002. ISBN 0-7148-3990-6. Paperback, 2005.
- Martin Parr. Portfolio. Te Neues. ISBN 3-570-19445-0
- Tutta Roma. Contrasto, 2007. ISBN 88-6965-016-2
- The Phone Book: 1998-2002. Rocket Press, 2002. ISBN 0-946676-53-4. ISBN 3-9806647-2-4.
- Martin Parr Postcards. London: Phaidon, 2003. ISBN 0-7148-4345-8
- Mexico. London: Chris Boot, 2006. ISBN 0-9546894-8-8.
- Fashion Magazine. ISBN 978-2-9524102-0-5.
- Fashion Newspaper. Tokyo, 2007. Published to accompany an exhibition.

- Autoportrait. Stockport, Cheshire: Dewi Lewis, 2000. ISBN 1-899235-72-8
- From Our House to Your House: Celebrating the American Christmas. Stockport, Cheshire: Dewi Lewis, 2002. ISBN 1-899235-34-5
- Boring Postcards. London: Phaidon, 1999. Hardback ISBN 0-7148-3895-0. Paperback ISBN 0-7148-4390-3)
- Boring Postcards USA. London: Phaidon, 2000. Hardback ISBN 0-7148-4000-9. Paperback ISBN 0-7148-4391-1
- Langweilige Postkarten. London: Phaidon. ISBN 0-7148-4062-9.
- Saddam Hussein Watches. London, 2004.
- David Goldblatt: Photographs. Milan: Contrasto. ISBN 88-6965-015-4
- Our True Intent Is All for Your Delight: The John Hinde Butlin's Photographs. London: Chris Boot, 2002. ISBN 0-9542813-0-6
- Bliss: Postcards of Couples and Families. Chris Boot, 2003. ISBN 0-9542813-3-0
- The Photobook: A History. (with Gerry Badger) London: Phaidon.
  - Vol 1. 2004. ISBN 0-7148-4285-0
  - Vol 2. 2006. ISBN 0-7148-4433-0